# Huli jing

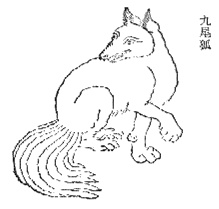
Volpe a nove code; dall'edizione Qing dello Shan Hai Jing

Lo spirito volpe (狐狸精S, hǔli jīngP) è una figura della mitologia cinese, imparentata con le kitsune giapponesi e le kumiho coreane. Questi spiriti possono essere sia di natura buona che di natura malvagia.

## Mitologia
Nella mitologia cinese, coreana e giapponese si crede generalmente che tutte le cose siano in grado di assumere forme umane, poteri magici e immortalità, a condizione che ricevano a tal fine sufficiente energia. A questa energia appartengono ad esempio il respiro umano o l'essenza della luna o del sole.
Gli spiriti volpe che si incontrano nelle saghe e nelle leggende sono per lo più femminili ed hanno l'aspetto di donne giovani e belle. Pertanto, questa figura mitologica è indicata spesso con il nome di donna volpe, "ovvero la donna che possiede le qualità - agilità, malizia, appetiti insaziabili, natura sfuggente - che la volpe ha nelle regioni del folclore e nel Classico della Poesia".

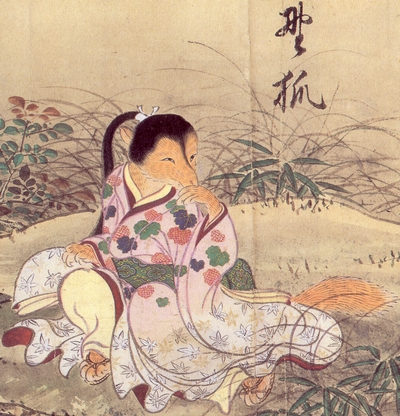
Raffigurazione di una “donna volpe” tratta dall'opera Hyakkai Zukan di Sūshi Sawaki.

Uno dei più noti spiriti volpe della mitologia cinese era Daji (妲己), che è ritratto nel romanzo Ming Fengshen Yanyi. Bella figlia di un generale, Daji fu obbligata a sposare il crudele tiranno Zhou Xin (紂辛 Zhòu Xīn). Uno spirito volpe a nove code che serviva Nüwa, che Zhou Xin aveva offeso, entrò in lei e si impadronì del suo corpo, scacciando l'anima della vera Daji. Lo spirito, sotto le spoglie di Daji, ed il suo nuovo marito ordirono crudeli complotti ed inventarono molte torture, come obbligare ufficiali onesti ad abbracciare pali di metallo rovente. A causa di tali crudeltà, molte persone, compresi gli stessi ex generali di Zhou Xin, si ribellarono e combatterono contro la sua dinastia (quella degli Shang). Infine, il re Wen di Zhou, uno dei vassalli degli Shang, fondò una nuova dinastia che prese nome dal suo paese. Lo spirito volpe nel corpo di Daji fu poi scacciato da Jiang Ziya (姜子牙), il 1º Primo Ministro della dinastia Zhou.
Tipicamente gli spiriti volpe erano considerati pericolosi, ma molti racconti (ad esempio nella raccolta Racconti straordinari dello studio Liao di Pu Songling) hanno un lieto fine con una storia d'amore tra una donna volpe ed un giovane umano. In tali storie questi spiriti sono quindi rappresentati con emozioni umane, e sotto forma di donne (sempre giovani e belle...) possono perfino sposarsi ed avere figli. Molti di questi racconti furono scritti da eruditi cinesi e alcuni sinologi ritengono che nella figura della donna volpe - dotata di una forte carica sensuale e oggetto al tempo stesso di attrazione e repulsione - gli autori trovassero una sorta di compensazione sul piano erotico alle frustrazioni della vita quotidiana e della rigida società dell'epoca.
Nel moderno gergo cinese e cantonese, il termine huli jing è un'espressione dispregiativa per descrivere una donna che usa il suo fascino per sedurre gli uomini (specialmente quelli sposati) allo scopo di sfruttarli. In questo senso, è affine alla figura della femme fatale della cultura europea.
Lo spirito volpe è stato utilizzato anche come un fattore esplicativo nell'incidenza degli attacchi di koro o sindrome della retrazione genitale, una psicosi legata alla sessualità diffusa in particolare tra alcuni gruppi etnici della Cina meridionale e della Malaysia.

## Nella cultura di massa
- Il personaggio principale del romanzo di Victor Pelevin Il libro sacro dei lupi mannari in russo Священная Книга Оборотня? è ispirato allo spirito volpe cinese.
- Nei videogiochi della serie Pokémon, Ninetales è una volpe a nove code. Anche Zorua e Zoroark sono in parte basate sulle Kistune.
- Nel manga Ushio e Tora l'antagonista principale è un demone volpe a nove code, chiamato "Maschera Bianca", combattuto e sconfitto in Giappone dai protagonisti, arrivato dalla Cina dove aveva preso le sembianze di una donna per soggiogare l'imperatore e originato dalla cattiveria primordiale cresciuta nel corpo di un invincibile eroe.
- Nell'anime Naruto, il personaggio principale ha lo spirito della volpe a nove code (Kyuubi no kitsune) intrappolato dentro di lui.
- Nei fumetti della DC Comics, Ghost Fox Killer (appunto una donna volpe della tradizione cinese) è un membro dei Great Ten, una squadra di supereroi cinesi.
- Nel videogioco League of Legends,  Ahri è una volpe a nove code divenuta umana. La sua trasformazione non era completa, così ammaliava gli uomini con la sua bellezza, per poi assorbirne l'essenza vitale. Quando era una volpe non si preoccupava delle sue azioni, ma divenuta umana, iniziò a provare sensi di colpa. Così decise di recarsi presso l'Istituto della Guerra, in cui i maghi di Runeterra le diedero l'opportunità di diventare umana, ma non a discapito di altre vite. Per questo motivo entrò nella League of Legends
- Nella serie antologica Love, Death & Robots creata da Netflix, queste creature appaiono nell'episodio della prima stagione Buona caccia.